# Jean-Baptiste Achard
Jean-Baptiste Achard (Correns, ... – ...; fl. XVIII secolo) è stato un pittore francese.

## Biografia
Attivo a Tolone nella prima metà del settecento, fu autore di dipinti religiosi. Nella cappella del Corpus Domini all'interno della Cattedrale di Tolone, eseguì un Sacrificio di Melchizedek (1718) e decorò il soffitto (1725).